# ديفيد إف. سوينسون
ديفيد إف. سوينسون (بالإنجليزية: David Ferdinand Swenson)‏ (بالسويدية: David F. Swenson)‏ هو مترجم سويدي وأمريكي، ولد في 1876، وتوفي في 1940.